# Holland Plaza Building
El Holland Plaza Building (también conocido como One Hudson Square) es un edificio industrial de 18 pisos ubicado en el vecindario Hudson Square de Manhattan, Nueva York. Fue construido en 1929 y 1930 y fue diseñado por el destacado arquitecto Ely Jacques Kahn en el estilo clásico moderno. Está ubicado en 75 Varick Street en un lote delimitado por las calles Canal, Hudson y Watts, y frente a la entrada del Túnel Holland.

## Historia
El diseño fue encargado por Abe Adelson, y fue construido por el New York Empresa inversora en terrenos propiedad de Trinity Church.
En el momento de la construcción del Holland Plaza Building, Hudson Square era un distrito consagrado a la industria de la impresión, de modo que muchos de sus primeros inquilinos eran empresas relacionadas con ese sector. Entre estas, los editores de Macmillan Company, American Book Bindery y Royal Typewriter Company. Además, Leo Alexander & Co., un distribuidor de camiones y tractores agrícolas, arrendó una tienda de exhibición por un precio de alquiler total de 40 000 dólares. El contrato de arrendamiento se realizó a fines de enero de 1931.
En julio de 1933, New York Investing Company vendió el Holland Plaza Building a Lortay Corporation. El precio de la transacción superó los 5 millones de dólares; la propiedad estaba sujeta a una hipoteca de 4 millones de la Metropolitan Life Insurance Company.
El edificio, ahora conocido como One Hudson Square, fue designado monumento de la ciudad de Nueva York el 6 de agosto de 2013.